# Kamino
Kamino er en planet i Star Wars-universet.
Planeten er dækket af hav og har et voldsomt vejr. Beboerne, Kamino-folket, bor i små byer, der nærmest minder om olieboreplatforme.
Kamino-folket er klonere – hvilket betyder de fremstiller kloner.
| Star Wars | Spire Denne Star Wars-artikel er en spire som bør udbygges. Du er velkommen til at hjælpe Wikipedia ved at udvide den. |